# Saint-Pardoux-l'Ortigier
 Saint-Pardoux-l'Ortigier  (en occitano Sent Pardos) es una comuna y población de Francia, en la región de Lemosín, departamento de Corrèze, en el distrito de Brive-la-Gaillarde y cantón de Donzenac.
Su población en el censo de 2008 era de 468 habitantes.
Está integrada en la Communauté de communes des trois A: A20, A89 et Avenir.

## Demografía
| 515 | 452 | 397 | 395 | 422 | 404 | 468 |
| Para los censos de 1962 a 1999 la población legal corresponde a la población sin duplicidades (Fuente: INSEE [Consultar]) |     |     |     |     |     |     |